# Doksografia

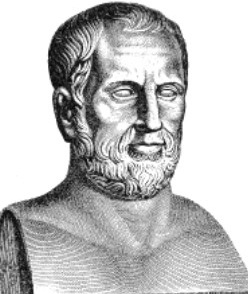
Podobizna Teofrasta

Doksografia – (gr. doksa, pogląd i gráphein, pisać) – stosowana często w starożytności metoda całościowego opisu poglądów (doksai) filozofów, przy czym czasem termin ten odnosi się także do fragmentów dzieł na inny temat, które zawierają jednak takie opisy, np. wielu pism Arystotelesa. Termin „doksografia” bywa przeciwstawiany terminowi „biografia”, używanemu dla dzieł opisujących przede wszystkim żywoty filozofów, a nie ich poglądy, np. dla Diogenesa Laertiosa. Podział ten nie jest jednak rygorystycznie przestrzegany.

## Charakterystyka
Termin „doksogafia” utworzył i zdefiniował niemiecki filolog i historyk filozofii Hermann Diels w dziele Doxographi Graeci (Berlin 1879), stanowiącym monumentalny zbiór zachowanych pism i fragmentów doksograficznych. On też zaproponował rozróżnienie między biografią a doksografią.
W ramach wyróżnionej przez Dielsa kategorii „doksografii” można wyróżnić trzy podtypy: placita (pisma o poglądach), pisma o szkołach filozoficznych (peri haereseon) i tzw. „sukcesje” (diadochai) – wszystkie te trzy słowa występują w tytułach starożytnych pism doksograficznych. Grupa pism zwanych placita (z łac. „poglądy”) lub doksai (z gr. „poglądy”, także areskonta) obejmuje te pisma, które systematycznie gromadzą wypisy z dzieł filozofów ułożone według grup tematycznych. Przykładem dzieła z tej grupy może być zbiór utworzony przez Aetiosa, zrekonstruowany przez Dielsa na podstawie Placita philosophorum Pseudo-Plutarcha i cytatów zachowanych w antologii (Florigelium) Jana Stobajosa. Diels zrekonstruował dzieło Aetiosa w formie dwukolumnowego zestawienia fragmentów pochodzących z obu tekstów. Samo dzieło Aetiosa pochodzi prawdopodobnie z II w. p.n.e. – po nim powstało dzieło stoickie nazwane przez Dielsa Vetusta placita, wydedukowane z dzieł Warrona i Cycerona. Prawdopodobnie niezależne od Aetiosa dzieło Pseudo-Plutarcha Stomateis zachowało się w dziele Euzebiusza.
Pisma typu peri haereseon uporządkowane są według szkół i kierunków filozoficznych lub według znanych filozofów. Przykładami pism tego rodzaju mogą być Żywoty i poglądy sławnych filozofów Diogenesa Laertiosa, zachowane w całości lub przynajmniej w znacznej części i szczególnie cenne, lub dzieło Arejosa Didymosa. Pisma typu diadochai grupują wypisy z pism filozofów według linii sukcesji mistrzów i uczniów.
Prócz tych trzech rodzajów wyborów, systematyczne przeglądy opinii różnych filozofów występują często także w samodzielnych pismach filozoficznych – np. O naturze bogów Cycerona zawiera obszerny, chronologiczny przegląd poglądów teologicznych w filozofii starożytnej. Ta częsta praktyka ma źródło prawdopodobnie w dialektycznej metodzie filozoficznej Arystotelesa, który jako pierwszy zwykł czynić tego rodzaju przeglądy, gromadząc sprzeczne opinie poprzedników i w polemice z nimi dając własne rozwiązanie problemu. Uczeń Arystotelesa, Teofrast, rozwinął tę jego działalność, tworząc pierwsze dzieło filozoficzne i pierwszą systematyczną historię filozofii. Dzieło to, Historia filozofii – poglądy filozofów przyrody w 18 księgach, przedstawiające rozwój poglądów na filozofię naturalną, zachowało się tylko we fragmentach.
W okresie hellenistycznym i rzymskim doksografia bardzo się rozwinęła – powstało wtedy bardzo wiele różnego typu wypisów z dzieł dawniejszych filozofów. Często jednak stawała się schematyczna i jałowa, tracąc element polemiczny i analityczny, przedstawiając mniej cele i dowody systemów filozoficznych, a bardziej zbierając materiał czysto erudycyjny. Także w okresie patrystycznym powstawało wiele dzieł doksograficznych, służących często do polemiki z filozofią pogańską – zwłaszcza Refutatio omnium haeresium św. Hipolita, prawdopodobnie dzieło niezależne od Aetiosa.
Specyficzne rozumienie tego terminu zaproponował Grzegorz Kubski. Według niego cechy doksografii starożytnej można odnaleźć w chrześcijańskiej formie wstępu do poszczególnych ksiąg biblijnych, gdzie komentator przybliża sylwetkę hagiografa, okoliczności jego działalności, źródła poglądów oraz cel (z perspektywy historycznej i kerygmatycznej) tekstu.